# Yūji Sakuda
Yūji Sakuda (japanisch 作田 裕次 Sakuda Yūji; * 4. Dezember 1987 in der Präfektur Ishikawa) ist ein japanischer Fußballspieler.

## Karriere
Sakuda erlernte das Fußballspielen in der Universitätsmannschaft der Universität Tsukuba. Seinen ersten Vertrag unterschrieb er 2010 bei Mito HollyHock. Der Verein spielte in der zweithöchsten Liga des Landes, der J2 League. Für den Verein absolvierte er 36 Ligaspiele. 2011 wechselte er zum Ligakonkurrenten Ōita Trinita. Für den Verein absolvierte er 40 Ligaspiele. 2013 wechselte er zum Ligakonkurrenten Montedio Yamagata. Für den Verein absolvierte er 15 Ligaspiele. 2014 wechselte er zum Drittligisten Zweigen Kanazawa. 2014 wurde er mit dem Verein Meister der J3 League und stieg in die J2 League auf.